# Česko na Eurovision Song Contest 2020
Česko se mělo účastnit 65. ročníku hudební soutěže Eurovision Song Contest 2020 v nizozemském Rotterdamu. Národní finále organizovala veřejnoprávní Česká televize. Sedm finalistů bylo veřejnosti představeno 13. ledna 2020, vítěz a zároveň český zástupce v Eurovizi byl představen na začátku února. Tím se stal Ben Cristovao, který měl Česko reprezentovat pod svým pseudonymem Benny Cristo. Soutěž se ale nakonec kvůli pandemii koronaviru nekonala.

## Před Eurovizí
Do 31. července zaslali umělci porotě celkem 152 skladeb. Ta ve složení Jan Bors, Jan Potměšil, Kryštof Šámal, Marvin Dietmann a Cyril Hirsch vybrala 20 písní, ze kterých vzešla finálová osmička. Konečné národní kolo mělo původně proběhnout 25. ledna 2020 a mělo být poprvé vysíláno na České televizi, živý přenos byl ale zrušen. Zároveň se o místo v Rotterdamu utkalo pouze 7 účastníků. Ti byli veřejnosti představeni v pondělí 13. ledna 2020 na tiskové konferenci v Praze. Jejich písně a videoklipy byly odtajněny v pondělí 20. ledna a zároveň bylo zahájeno online hlasování. To bylo ukončeno v neděli 2. února a následující den byl oznámen vítěz.
| Umělec              | Skladba                | Skladatelé                                                  | Porotci | Porotci | Hlasování veřejnosti | Bodů celkem | Umístění |
| Umělec              | Skladba                | Skladatelé                                                  | Celkem  | Body    | Hlasování veřejnosti | Bodů celkem | Umístění |
| ------------------- | ---------------------- | ----------------------------------------------------------- | ------- | ------- | -------------------- | ----------- | -------- |
| We All Poop         | „All The Blood“        | Jakub Božek                                                 | 66      | 4       | 8                    | 12          | 4        |
| Pam Rabbit          | „Get Up“               | Boris Carloff, Pam Rabbit                                   | 67      | 6       | 3                    | 9           | 7        |
| Barbora Mochowa     | „White & Black Holes“  | Barbora Mochowa, Viliam Béreš                               | 87      | 12      | 2                    | 14          | 3        |
| Karelll             | „At Least We've Tried“ | Karel Peterka                                               | 67      | 6       | 4                    | 10          | 5        |
| Benny Cristo        | „Kemama“               | Osama Verse-Atile, Ben Cristovao, Charles Sarpong, Rudy Ray | 78      | 10      | 12                   | 22          | 1        |
| Elis Mraz ft. Čis T | „Wanna Be Like“        | Elis Mraz, Čis T                                            | 75      | 8       | 10                   | 18          | 2        |
| Olga Lounová        | „Dark Water“           | Olga Lounová, Trevor Muzzy                                  | 55      | 3       | 6                    | 9           | 6        |

## Eurovize
Eurovize 2020 se měla konat mezi 12. a 16. květnem 2020 v Rotterdamu. První semifinále mělo proběhnout 12. května, druhé 14. května a finále 16. května. Zástupce České republiky měl vystoupit v rámci první poloviny čtvrtečního večera. Soutěž byla ale v březnu kvůli pandemii koronaviru zrušena.